# Marijan Hanžeković
Marijan Hanžeković (* 18. Januar 1952 in Zagreb; † 28. Januar 2018 ebenda) war ein kroatischer Jurist, Geschäftsmann und Kunstsammler.  

## Leben
Sein gleichnamiger Vater war Finanzexperte und Professor an der Wirtschaftsuniversität in Zagreb, seine Mutter Nada eine Ärztin. Im Jahr 1970 schloss er das klassische Gymnasium ab und absolvierte anschließend das Jurastudium an der Rechtsfakultät in Zagreb. 1978 eröffnete er seine erste Anwaltskanzlei. 1994 gründete er mit Milan Radaković und weiteren Kollegen den Anwaltsverband Hanžeković, Radaković & Partner (später Hanžeković & Partner). Dieser entwickelte sich zur größten Rechtsanwaltskanzlei in Kroatien mit über 200 Angestellten. 
Von 1994 bis 2000 war er Präsident der Kroatischen Anwaltskammer. Seine rechtliche Vertretung von großen Unternehmen und Institutionen, insbesondere in Schuldeintreibungsverfahren gegen Bürger, verschaffte ihm den Beinamen „König der Schuldeintreibungen“. 
Nebenbei war er Inhaber einer Sparkasse sowie eines Pharmaunternehmens (Veterina, seit 2008 Genera). Im Mai 2014 übernahm er vom Bankkonzern Hypo Alpe-Adria das Medienhaus Europapress Holding. Das Haus wurde im September 2016 in Hanza Media umbenannt.  
Marijan Hanžeković war Mitglied der Kroatischen Volkspartei (HNS) und der Kroatischen Sozial-Liberalen Partei (HSLS). Er war zudem tätig als Präsident des Basketballklubs Zagreb (2000–2007 und 2017–2018), Gründer und Präsident des Kroatischen Basketballverbandes (1998–1999), Präsident des Flugzeugvereins Zagreb (seit 2009) sowie des Kroatischen Segelverbandes (2011–2012). Er war Freimaurer und Schatzmeister der Großloge von Kroatien. Durch Empfehlung von Franjo Luković wurde er Mitglied der Trilateralen Kommission.
Marijan Hanžeković starb am 28. Januar 2018 im Alter von 66 Jahren an den Folgen von Bauchspeicheldrüsenkrebs.